# Ironman
Ironman  (în engleză: ['aɪɘnˌmæn], în engleza americană: ['aɪɘrnˌmæn]) este un termen american care definește o probă pe distanțe mari la triatlon, probă care este folosită ca reclamă în scopuri comerciale. Primul concurs a avut loc în Hawaii. Ironman are ca simbol de urmat (WTC) World Triathlon Corporation. Din anul 2006 WTC organizează concursuri pe distanțe mai scurte. Proba Ironman constă din trei probe:
- Înot pe 3,86 km (2,4 mile),
- Ciclism pe 180 km (112 mile)
- Maraton pe distanța de 42,195 km (26,2 mile)

## Întreceri
| Numele concusului         | Locul                 | Țara                       | următorul concurs  | Prima întrecere | Locul primei întreceri Hawaii | Locul primei întreceri Hawaii | Locul primei întreceri Hawaii |
| Numele concusului         | Locul                 | Țara                       | următorul concurs  | Prima întrecere | Total                         | Profesioniști                 | Amatori                       |
| ------------------------- | --------------------- | -------------------------- | ------------------ | --------------- | ----------------------------- | ----------------------------- | ----------------------------- |
| Ironman Arizona           | Tempe, Arizona        | Statele Unite ale Americii | 2010 noiembrie 21  | 02025           | 72                            | 7                             | 65                            |
| Ironman Australia         | Port Macquarie        | Australia                  | 2010 martie 28     | 02025           | 70                            | 6                             | 64                            |
| Ironman Austria           | Klagenfurt            | Austria                    | 2010 iulie 4       | 02025           | 50                            | 5                             | 45                            |
| Ironman Brasil            | Florianópolis         | Brazilia                   | 2010 mai 30        | 02025           | 50                            | 5                             | 45                            |
| Ironman Canada            | Penticton             | Canada                     | 2010 august 29     | 02025           | 80                            | 10                            | 70                            |
| Ironman China             | Haikou, Hainan        | China                      | 2010 martie 14     | 02025           | 50                            | n.a.                          | n.a.                          |
| Ironman Coeur d'Alene     | Coeur d'Alene, Idaho  | Statele Unite ale Americii | 2010 iunie 27      | 02025           | 80                            | 8                             | 72                            |
| Ironman Florida           | Panama City, Florida  | Statele Unite ale Americii | 2010 noiembrie 21  | 02025           | 72                            | 7                             | 65                            |
| Ironman France            | Nizza                 | Franța                     | 2010 iunie 27      | 02025           | 50                            | 5                             | 45                            |
| Ironman Germany           | Frankfurt am Main     | Germania                   | 2010 iulie 4       | 02025           | 120                           | 8                             | 112                           |
| Ironman Hawaii            | Kailua-Kona, Hawaii   | Statele Unite ale Americii | 2010 octombrie 9   | 02025           | 201)                          | —                             | —                             |
| Ironman Japan             | Goto                  | Japonia                    | 2010 iunie 13      | 02025           | 50                            | 5                             | 45                            |
| Ironman Lake Placid       | Lake Placid, New York | Statele Unite ale Americii | 2010 iulie 28      | 02025           | 80                            | 10                            | 70                            |
| Ironman Lanzarote         | Lanzarote             | Spania                     | 2010 mai 22        | 02025           | 60                            | 10                            | 50                            |
| Ironman Louisville        | Louisville, Kentucky  | Statele Unite ale Americii | 2010 august 29     | 02025           | 50                            | 5                             | 45                            |
| Ironman Malaysia          | Langkawi              | Malaysia                   | 2010 februarie 27  | 02025           | 35                            | 4                             | 312)                          |
| Ironman Mexico            | Cozumel               | Mexic                      | 2010 noiembrie 28  | 02025           | 50                            | 6                             | 44                            |
| Ironman New Zealand       | Taupo                 | Noua Zeelandă              | 2010 martie 6      | 02025           | 80                            | 10                            | 70                            |
| Ironman Regensburg        | Regensburg            | Germania                   | 2010 august 1      | 02025           | 50                            | 8                             | 42                            |
| Ironman South Africa      | Port Elizabeth        | Africa de Sud              | 2010 aprilie 25    | 02025           | 30                            | 4                             | 26                            |
| Ironman Switzerland       | Zürich                | Elveția                    | 2010 iulie 25      | 02025           | 75                            | 4                             | 71                            |
| Ironman St. George        | St. George, Utah      | Statele Unite ale Americii | 2010 mai 1         | 02025           | 80                            | 10                            | 70                            |
| Ironman UK                | Bolton                | Regatul Unit               | 2010 august 1      | 02025           | 30                            | 4                             | 26                            |
| Ironman Western Australia | Busselton             | Australia                  | 2010 decembrie 4   | 02025           | 35                            | 3                             | 32                            |
| Ironman Wisconsin         | Madison, Wisconsin    | Statele Unite ale Americii | 2010 septembrie 12 | 02025           | 80                            | 8                             | 72                            |

| Campionatul Mondial | Campionatul European; | 1) Învigătorul poate participa la finale întrecere toată viața. Sportivii de pe locurile 2-10 sunt calificați automat pentru întrecerea următoare. | 2) 2 locuri sunt rezervate pentru malaiezi. |